# Eriopyga perrubra
Eriopyga perrubra là một loài bướm đêm trong họ Noctuidae.